# Campichthys tryoni
Campichthys tryoni es una especie de pez de la familia Syngnathidae en el orden de los Syngnathiformes.

## Reproducción
Es ovovivíparo y el macho transporta los huevos en una bolsa ventral, la cual se encuentra debajo de la cola.

## Morfología
- Los machos pueden alcanzar los 7,2 cm de longitud total.

## Hábitat
Es un pez  de mar y de clima tropical.

## Distribución geográfica
Es un endemismo de Australia.